# Ryan Coogler
Ryan Coogler (ur. 23 maja 1986 w Oakland) – amerykański reżyser, scenarzysta i producent filmowy. 
Jego pełnometrażowy debiut reżyserski, Fruitvale (2013) z Michaelem B. Jordanem w roli głównej, zdobył główną nagrodę na Sundance Film Festival. Został też wyróżniony nagrodą dla twórcy obiecującego na przyszłość w sekcji "Un Certain Regard" na 66. MFF w Cannes.
Później przyszedł czas na wielkie kinowe przeboje: Creed: Narodziny legendy (2015), czyli siódmy film z serii o Rockym, oraz bijąca rekordy frekwencyjne i nagrodzona trzema Oscarami Czarna Pantera (2018). Ostatni obraz stał się najbardziej dochodowym filmem nakręconym przez czarnoskórego reżysera.
Sam Coogler był nominowany do Oscara jedynie raz - w charakterze producenta filmowego dramatu Judasz i Czarny Mesjasz (2021) w reżyserii Shaki Kinga.